# Kasselrij Oudenaarde
De kasselrij Oudenaarde was een kasselrij rond de stad Oudenaarde in het graafschap Vlaanderen van de middeleeuwen tot het einde van het ancien régime. Deze kasselrij omvatte de stad Oudenaarde en werd begrensd door de kasselrij Doornik, de kasselrij Kortrijk, de kasselrij Oudburg (Gent) en op de rechteroever van de Schelde het Land van Aalst.

## Geschiedenis
De kasselrij Oudenaarde ontstond uit het afsplitsen van een gebied van de kasselrij Kortrijk. De kasselrij bestond uit een opperkasselrij in het zuidelijke heuvelachtige gedeelte en een nederkasselrij in het noordelijke vlakke gedeelte.

## Organisatie
De Kasselrij Oudenaarde omvatte 33 parochies:
| - Moen - Bossuit - Heestert - Avelgem - Outrijve - Otegem - Ingooigem - Vichte - Gijzelbrechtegem - Tiegem - Kaster - Anzegem - Elsegem - Petegem - Kerkhove - Waarmaarde - Moregem | - Wortegem - Potegem (deel van Waregem) - Nokere - Ooike - Eine - Bevere - Wannegem - Lede - Kruishoutem - Huise - Mullem - Ouwegem - Asper - Zingem - Heurne - Nazareth |

Het centrum van de kasselrij was de stad Oudenaarde waar in de Hoogstraat nog steeds het kasselrijhuis staat. Het bestuur van de kasselrij bestond uit een hoogbaljuw en zeven hoogpointers, bijgestaan door een griffier en twee ontvangers. De zeven hoogpointers waren de heer van Asper en Zingem en de heren van Huise, Eine, Kruishoutem, Petegem, Avelgem en Anzegem. In de kasselrij Oudenaarde was het ambt van hoogpointer erfelijk. 
Omdat Vlaanderen na het Verdrag van Athis-sur-Orge jaarlijks een oorlogsbelasting aan de Franse koning moest betalen, werd de administratieve inning aan de kasselrijen toevertrouwd. De hoogpointers bepaalden daarbij welke belasting (de ommestelling) ieder dorp en rechtsgebied moest opbrengen.